# West Burra
West Burra (750 indb.) er en 12 km² stor ø med 750 indbyggere, der ligger sydvest for Shetlandsøernes hovedø Mainland. Øen er let bakket, næsten træløs, 10 km lang og er på det bredeste sted 2 km.
Den faste forbindelse fra Mainland med broer via naboøerne Trundra og East Burra har gavnet øens udvikling med nye beboere fra Mainland. De eneste større bebyggelser er den idylliske fiskerlandsby Hamnavoe og landsbyen West Burra. 
De vigtigste erhverv er fiskeri, bådbyggeri, landbrug og turisme. 
Mod syd ligger den kendte kirkeplads, (norn:papil) St. Laurence. Man formoder, at stedet har huset en af de første kirker, som nordboerne anlagde i det 7. århundrede på Shetlandsøerne. Der er på øen fundet flere megalitter, der kan ses på øen og på museerne i Lerwick og Edinburgh. Ved Duncansclate kan et originalt crofthouse beses. Øen er kendt for sine gode sandstrande. Der er overnatningsmuligheder på øen. 
- West Burra fra Trundra og broen som forbinder
- Gammel hus på Burra
- Det sydlige West Burra ved tangen ved landsbyen Duncanslett